# Juan Gualberto Gómez (Matanzas)
Juan Gualberto Gómez (antiguamente Sabanilla) es una localidad cubana del municipio de Unión de Reyes, en la provincia de Matanzas.

## Toponimia
El nombre del lugar en el pasado podía aparecer referido como Sabanilla del Encomendador o Sabanilla del Comendador. En la actualidad recibe el nombre de Juan Gualberto Gómez.

## Historia
La localidad fue fundada en el siglo XVIII. Hacia mediados de la década de 1860 tenía contabilizados entre 466 y 718 habitantes. Aparece descrita en el cuarto tomo del Diccionario geográfico, estadístico, histórico, de la isla de Cuba de Jacobo de la Pezuela de la siguiente manera:

Sabanilla del Encomendador. (pueblo de la). Cabeza del partido de su nombre. J. de Matanzas con 120 casas y 466 habitantes. Situado al estremo de un llano que cercan varias lomas, entre las cuales corría la antigua línea jurisdiccional de Matanzas y no lejos de los nacimientos del rio de la Cidra (V. canimar, Rio) Tuvo orígen este pueblo en el siglo pasado con motivo de un corte de maderas que se hacia para la marina en tierras del corral de Sabanilla de Oten en las cuales se halla, erigiéndose algo despues una ermita que en 1818 se declaró ayuda de parroquia de la del Limonar. Su temperamento es sano; está rodeado de ingenios, y debe principalmente su fomento á la construcción del ferro-carril de Matanzas, que en un principio terminó aquí y hoy se entronca en la union con el de la Habana y en Navajas con el de Cárdenas, prolongándose aun mas allá de ese paradero hasta el de la Isabel. El censo de 1841 señalaba á la Sabanilla 451 habitantes, y el Cuadro Estadístico de 1846 designaba á este pueblo con 6 casas de mampostería, 32 de madera y teja y 87 de guano, distribuidas con planta bastante regular en 7 calles en las que se comprendian una botica, una pulpería, una tienda de ropas, una barbería, una sastrería, una herrería, 5 tiendas mistas, 2 panaderías, 3 fondas y posadas, 3 cafés y billares, 5 zapaterías, 2 carpinterías y 3 tabaquerías; 528 habitantes blancos, 92 de color libres y 98 esclavos. Es residencia del capitan pedáneo del partido y del párroco, y su iglesia, hace pocos años construida por haberse destruido la antigua ermita, es curato de ingreso, con el personal y haberes que por clase le corresponden. Hay una administración de 3.ª clase con la dotacion de 300 ps. fs. anuales y 50 para gastos de escritorios. Sus aguadas principales son varias pozos de 6 á 8 varias de profundidad. Está la Sabanilla á 5 leguas al S. 1/4 S. E. de Matanzas por el camino que atravesándola se dirige de aquella cabecera á Alacranes; y por los ferro-carriles se halla á 5 millas al N, ¼ N. O. de la Union, 30 ½ al N. E. de la Isabel. 19 ½ de Navajas, 17 de Matanzas; 18 ¾ de Cárdenas y 81 ¼ de la Habana, hallándose de esta capital á 27 leguas provinciales por el camino de Matanzas, á cuya J. pertenece. El paradero y almacen del ferro-carril está á poca distancia al E. del pueblo.
(Pezuela, 1866, p. 364)

En la actualidad forma parte del municipio de Unión de Reyes. 